# Transilien P
Transilien lijn P is een lijn van de Transilien in de regio Île-de-France. Zij verbindt Parijs, Château-Thierry en La Ferté-Milon via Meaux, Provins en Coulummiers. De lijn omvatte tot 2025 ook een pendeldienst tussen Esbly en Crécy-la-Chapelle per spoor en een busdienst tussen Coulommiers en La Ferté-Gaucher.
Deze lijn wordt geëxploiteerd door de SNCF, is 252 km lang, en kent 84.000 passagiers per dag.

## Geschiedenis

### Voorgeschiedenis
Vanuit Gare de Paris-Est bouwde de spoorwegmaatschappij Chemins de fer de l'Est twee hoofdspoorlijnen uit:
- 1849-1852: Parijs - Straatsburg
- 1854-1858: Parijs - Mulhouse

In de regio van Île-de-France kwamen nog diverse regionale lijnen bij die aftakten van de hoofdlijnen:
- 1894: Meaux - La Ferte-Milon - Reims (Tot 1954 de hoofdroute naar Charleville-Mézières)
- 1861-1885: Gretz-Armanvilliers - Tournan - Coulommiers - Esternay - Sézanne (elektrificatie in 1973 tot Tournan en in 1992 tot Coulommiers)
- 1858-1902: Longueville - Provins - Esternay
- 1902: Esbly - Crécy-la-Chapelle (elektrificatie in 1980)
- 1875: Bondy - Aulnay-Sous-Bois (tegenwoordig tramlijn 4)

De spoormaatschappij Chemins de fer de l'Est exploiteerde eveneens een zijlijn, geopend in 1859, bijgenaamd Ligne de Vincennes, van Station Paris-Bastille in Parijs naar Verneuil-l'Étang waar deze voorstadlijn aantakte op de hoofdlijn naar Mulhouse. Deze spoorlijn is nu helemaal opgeheven. Gedeeltes van deze spoorlijn zijn nu overgenomen door de RER A.
Met de groei van de voorsteden heeft de spoormaatschappij de voorstadtreindiensten langs de hoofdlijnen uitgebreid. Hiervoor zijn in de buurt van Parijs de hoofdlijnen viersporig gemaakt, waardoor de voorstadtreinen onafhankelijk van de langeafstandstreinen kunnen rijden en het voorstadnet uitgebouwd kon worden. Specifiek voor het voorstadnet werd de spoorlijn tot Tournan geëlektrificeerd. Na de bouw van de spoortunnel naar Station Paris Saint-Lazare zijn de binnenste en drukste voorstadstreindiensten overgenomen door de RER E. Deze treinen stoppen niet meer in Gare de Paris-Est maar stoppen in een nieuw ondergronds station Magenta om daarna door te rijden naar station Haussmann Saint-Lazare. De RER E breidt zich uit en neemt treindiensten van de Transilien P over, na modernisering en uitbreiding van de spoorcapaciteit.

### SindsTransilien

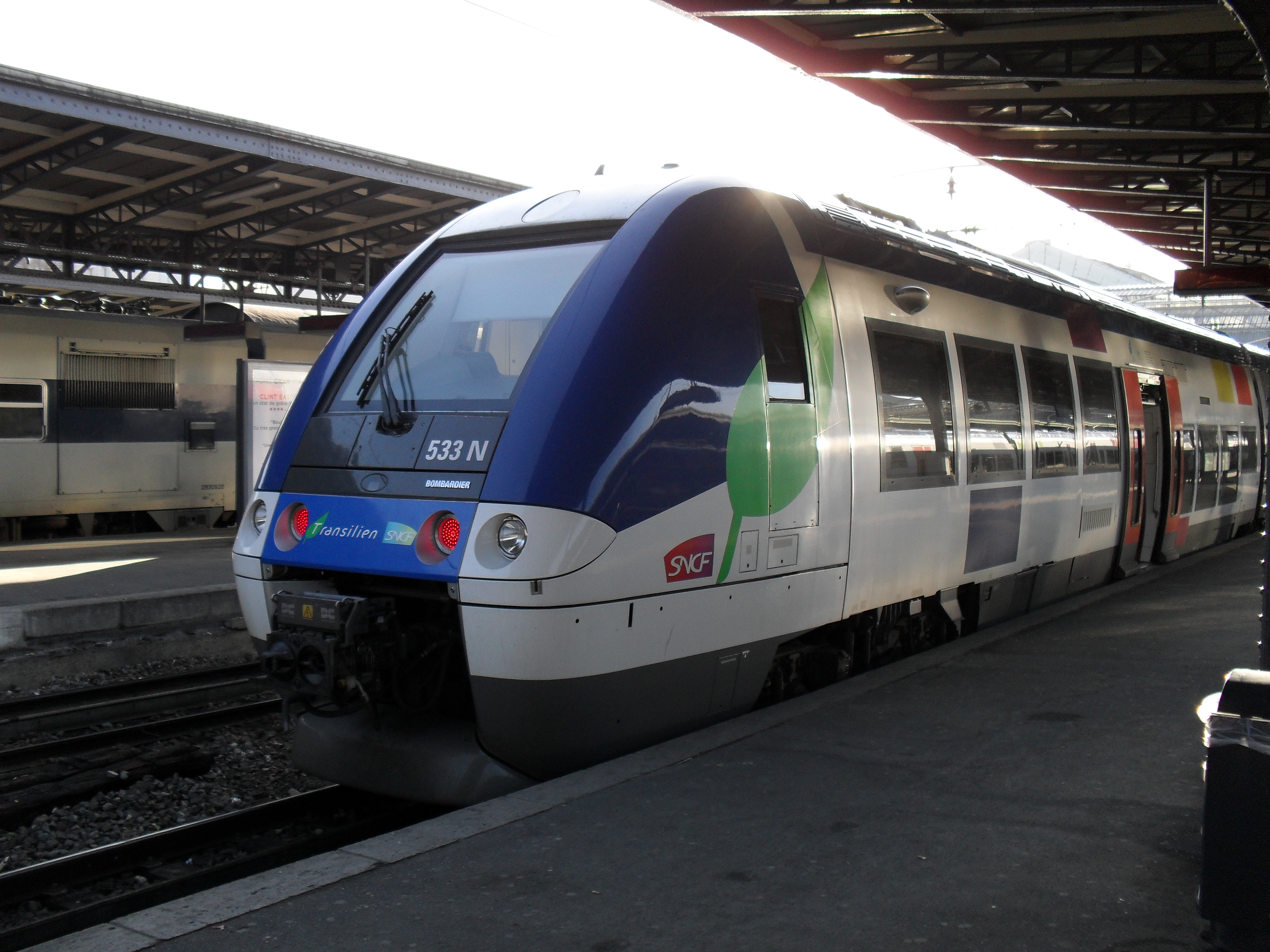
Een "Bi-Bi" op station Paris-Est.

Sinds de start van transilien zijn er grote moderniseringen geweest op de lijn. De komst van de eerste B 82500 "Bi-Bi" treinstellen zorgde ervoor dat de oude "P'tits Gris" (RIB) buiten dienst gesteld konden worden. De nieuwe treinstellen hebben een modern interieur, een hogere maximumsnelheid en de mogelijkheid om elektrische en dieselelektrische modus te werken. Sinds 2008 worden de "Bi-Bi's" gebruikt op de relatie Parijs - Provins, en sinds 2010 op de relatie Meaux - La Ferté-Milon. Maar de spitsverbinding Parijs - La Ferté-Milon zal tot zeker 2016 moeten wachten op modern materieel vanwege een tekort aan B 82500 treinstellen.
Ook de komst van klokvaste dienstregelingen is een deel van de modernisatieplannen van de regionale OV-autoriteit STIF. De komst van de klokvaste dienstregelingen is ook reden geweest tot een flinke verhoging van het aantal treinen met als absoluut hoogtepunt de relatie Parijs - Meaux - La Ferté-Milon: Op die relatie rijden, sinds de start van de klokvaste dienstregeling in 2009, 160 treinen extra per week. Op vrijwel alle relaties rijden nu elk halfuur treinen in de spits, elk uur daarbuiten. De relatie Parijs - Meaux was al eerder met zijn klokvaste dienstregeling: daar werd al in 2007 begonnen, in plaats van in 2009.
Sinds 4 juli 2011 reden er tussen Esbly en Crécy-la-Chapelle Avanto-treintrams, die de BB 17000 locomotieven en RIB-treinstammen vervingen. Sinds het eerste weekend van september 2011 werd ook de dienstregeling aangepast: het werd ongeveer elk halfuur een tram in de spits (was een 32-min. dienstregeling), waarvan de helft in de spitsrichting ('s ochtends naar Esbly, 's Avonds richting Crécy) non-stop rijdt tussen Esbly en Crécy. Daarbuiten gold er een uurdienst die ook op zondag van kracht is (voorheen was er op zondag een vervangende busdienst). De verbetering van het materieel ging niet gepaard met verbeteringen aan lijn of perron, zoals gedaan bij de T4, aangezien dat door het lage aantal reizigers (850 per dag) niet te rechtvaardigen was. Daarentegen zou een voorgestelde verdubbeling van de sporen op het station van Couilly - Saint-Germain - Quincy ertoe kunnen leiden dat twee trams elkaar inhalen, waardoor de frequentie verdubbeld kan worden. Het eerste jaar van de tramdienst werd een reizigersstijging van 17,6% gerealiseerd.
Op 27 februari 2013 vond de eerste rit met het nieuwe Z 50000 'Francilien'-materieel plaats. Op dit moment had de lijn twee treinstellen van dit type, tegen het einde van 2013 waren dit er al 19. De treinstellen komen van lijn H, waar de stellen vervangen worden door nieuwere Z 50000-treinstellen. In eerste instantie werden de stellen alleen ingezet op de dienst Parijs - Meaux, sinds oktober 2013 worden de stellen ook steeds vaker ingezet op de dienst Parijs - Coulommiers.
Op 22 maart 2025 werd de spoorlijn Esbly - Crécy-la-Chapelle ontrokken aan het Transilien net als onderdeel van Transilien P. De lijn werd onderdeel van de Tram van Île-de-France en werd hernoemd naar Tramlijn 14.

### De Francilien

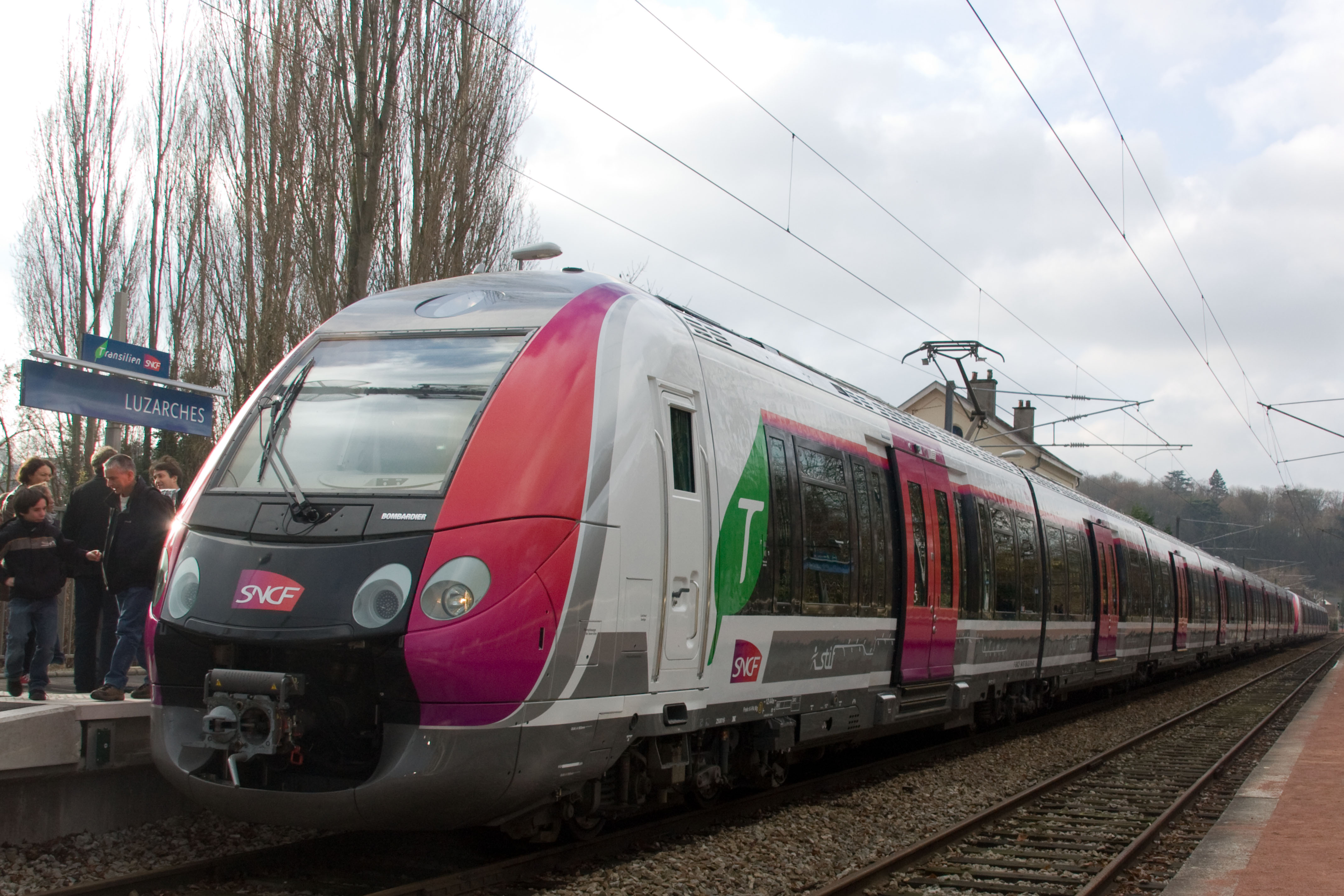
De Francilien tijdens zijn eerste rit, 12 december 2009.

## Infrastructuur

### De lijnen
Transilien lijn P loopt over vijf spoorlijnen:
- de spoorlijn Noisy-le-Sec - Strasbourg-Ville, van station Noisy-le-Sec tot Chateau-Thierry
- de spoorlijn Trilport - Bazoches, van Trilport tot La Ferté-Milon
- de spoorlijn Paris-Est - Mulhouse-Ville van station Paris-Est tot Longueville
- de spoorlijn Longueville - Esternay van Longueville tot Provins
- de spoorlijn Gretz-Armainvilliers - Sézanne van Gretz-Armainvilliers tot Coulommiers

### Bovenleidingsvoltages
De spoorlijnen waar de lijn over loopt zijn geëlektrificeerd op 25 kV 50 Hz wisselspanning met uitzondering van het traject Trilport - La Ferté-Milon waar de lijn niet geëlektrificeerd is.

### Maximumsnelheid
De maximumsnelheid is buiten de Parijse agglomeratie 160 kilometer per uur, met uitzondering van de trajecten Esbly - Crécy-la-Chapelle, Tournan - Coulommiers en Longueville - Provins, waar de maximumsnelheid 100 is en rond Meaux waar de maximumsnelheid 130 is. Binnen de Parijse agglomeratie is de maximumsnelheid 120 kilometer per uur, met uitzondering van het traject Vaires-Torcy - Chenay-Gagny waar de maximumsnelheid op de binnenste sporen 220 km/h is en rond station Paris-Est waar de maximumsnelheid 30 km/h is.
De maximumsnelheid wordt echter niet altijd gehaald, door een lagere maximumsnelheid van de treinen.

## Overzicht van de lijn
De Transilien lijn P kent 32 stations. Zij loopt langs meer stations tussen Parijs en Chelles-Gournay en tussen Parijs en Tournan, maar op deze stoppen alleen treinen van de RER E. Lijn P loopt over twee belangrijke spoorlijnen, zijnde Parijs - Straatsburg en Parijs - Bazel. Deze hoofdlijnen zijn rond Parijs grotendeels viersporig, zeker op de delen waar ook nog RER-lijnen lopen. Het verkeer op de hoofdlijnen is veelal beperkt, dit zijn een paar TER-treinen en langeafstandstreinen. Een uitzondering hierop betreft het lijndeel tussen Parijs en Vaires-Torcy, waar de treinen van en naar de LGV Est op dezelfde sporen als de Transilien-treinen rijden.
| KDSTa carrot                                          | Paris-Est                    |  |  |
| STR+l carrot · ABZglr carrot · STR+r carrot           |                              |  |  |
| STR carrot · STR carrot · DST carrot                  | Chelles-Gournay              |  |  |
| STR carrot · STR carrot · HST carrot                  | Vaires-Torcy                 |  |  |
| STR carrot · STR carrot · HST carrot                  | Lagny-Thorigny               |  |  |
| STR carrot · STR carrot · DST carrot                  | Esbly                        |  |  |
| STR carrot · STR carrot · HST carrot                  | Meaux                        |  |  |
| STR carrot · STR carrot · DST carrot                  | Trilport                     |  |  |
| STR carrot · STR carrot · ABZgl carrot · STR+r carrot |                              |  |  |
| STR carrot · STR carrot · STR carrot · HST carrot     | Changis - Saint-Jean         |  |  |
| STR carrot · STR carrot · STR carrot · HST carrot     | La Ferté-sous-Jouarre        |  |  |
| STR carrot · STR carrot · STR carrot · HST carrot     | Nanteuil - Saâcy             |  |  |
| STR carrot · STR carrot · STR carrot · HST carrot     | Nogent-l'Artaud - Charly     |  |  |
| STR carrot · STR carrot · STR carrot · HST carrot     | Chézy-sur-Marne              |  |  |
| STR carrot · STR carrot · STR carrot · KDSTe carrot   | Château-Thierry              |  |  |
| STR carrot · STR carrot · HST carrot                  | Isles - Armentières - Congis |  |  |
| STR carrot · STR carrot · HST carrot                  | Lizy-sur-Ourcq               |  |  |
| STR carrot · STR carrot · HST carrot                  | Crouy-sur-Ourcq              |  |  |
| STR carrot · STR carrot · HST carrot                  | Mareuil-sur-Ourcq            |  |  |
| STR carrot · STR carrot · KDSTe carrot                | La Ferté-Milon               |  |  |
| STR carrot · DST carrot                               | Tournan                      |  |  |
| STR carrot · HST carrot                               | Marles-en-Brie               |  |  |
| STR carrot · HST carrot                               | Mortcerf                     |  |  |
| STR carrot · HST carrot                               | Guérard - La Celle-sur-Morin |  |  |
| STR carrot · HST carrot                               | Faremoutiers - Pommeuse      |  |  |
| STR carrot · HST carrot                               | Mouroux                      |  |  |
| STR carrot · KDSTe carrot · KDSTa grey                | Coulommiers                  |  |  |
| STR carrot · HST grey                                 | Chailly - Boissy-le-Châtel   |  |  |
| STR carrot · HST grey                                 | Chauffry                     |  |  |
| STR carrot · HST grey                                 | Saint-Siméon                 |  |  |
| STR carrot · HST grey                                 | Saint-Rémy-la-Vanne          |  |  |
| STR carrot · HST grey                                 | Jouy-sur-Morin - Champgoulin |  |  |
| STR carrot · HST grey                                 | Jouy-sur-Morin - Eustache    |  |  |
| STR carrot · HST grey                                 | Jouy-sur-Morin - Monument    |  |  |
| STR carrot · HST grey                                 | La Ferté-Gaucher             |  |  |
| STR carrot · KDSTe grey                               | La Ferté-Gaucher Centre      |  |  |
| HST carrot                                            | Verneuil-l'Étang             |  |  |
| HST carrot                                            | Mormant                      |  |  |
| HST carrot                                            | Nangis                       |  |  |
| DST carrot                                            | Longueville                  |  |  |
| HST carrot                                            | Sainte-Colombe Septveilles   |  |  |
| HST carrot                                            | Champbenoist Poigny          |  |  |
| KDSTe carrot                                          | Provins                      |  |  |

| Bestemming           | Missie codes                       |
| -------------------- | ---------------------------------- |
| Coulommiers          | CITU                               |
| Esbly                | EICE                               |
| La Ferté-Milon       | FIMO, FOMO                         |
| Gretz-Armainvilliers | GOPA                               |
| Lagny-Thorigny       | LICI, LOPI                         |
| Longueville          | LIBU, LOXU                         |
| Meaux                | MICI, MILI, MISI, MOFO, MOPI,      |
| Paris-Est            | PIBU, PICI, PILI, PIMO, PISI, PITU |
| Tournan              | TOPA, TITU                         |
| Provins              | XIBU                               |
| Château-Thierry      | ZECO, ZIMO                         |

| Metro:               | · (· · ) |
| Regionale trein:     | RER · Transilien ·                                                                                             |
| Tram:                | · |
| Busnetwerk:          | RATP · Optile · T Zen                                                                                          |
| Overige lijnen:      | Funiculaire de Montmartre · CDGVAL · Orlyval                                                                   |
| Projecten:           | Grand Paris Express · CDG Express · Téléval                                                                    |
| Relevante artikelen: | Vervoersbewijzen voor het openbaar vervoer in de regio Île-de-France · Syndicat des transports d'Île-de-France |

### Missienamen

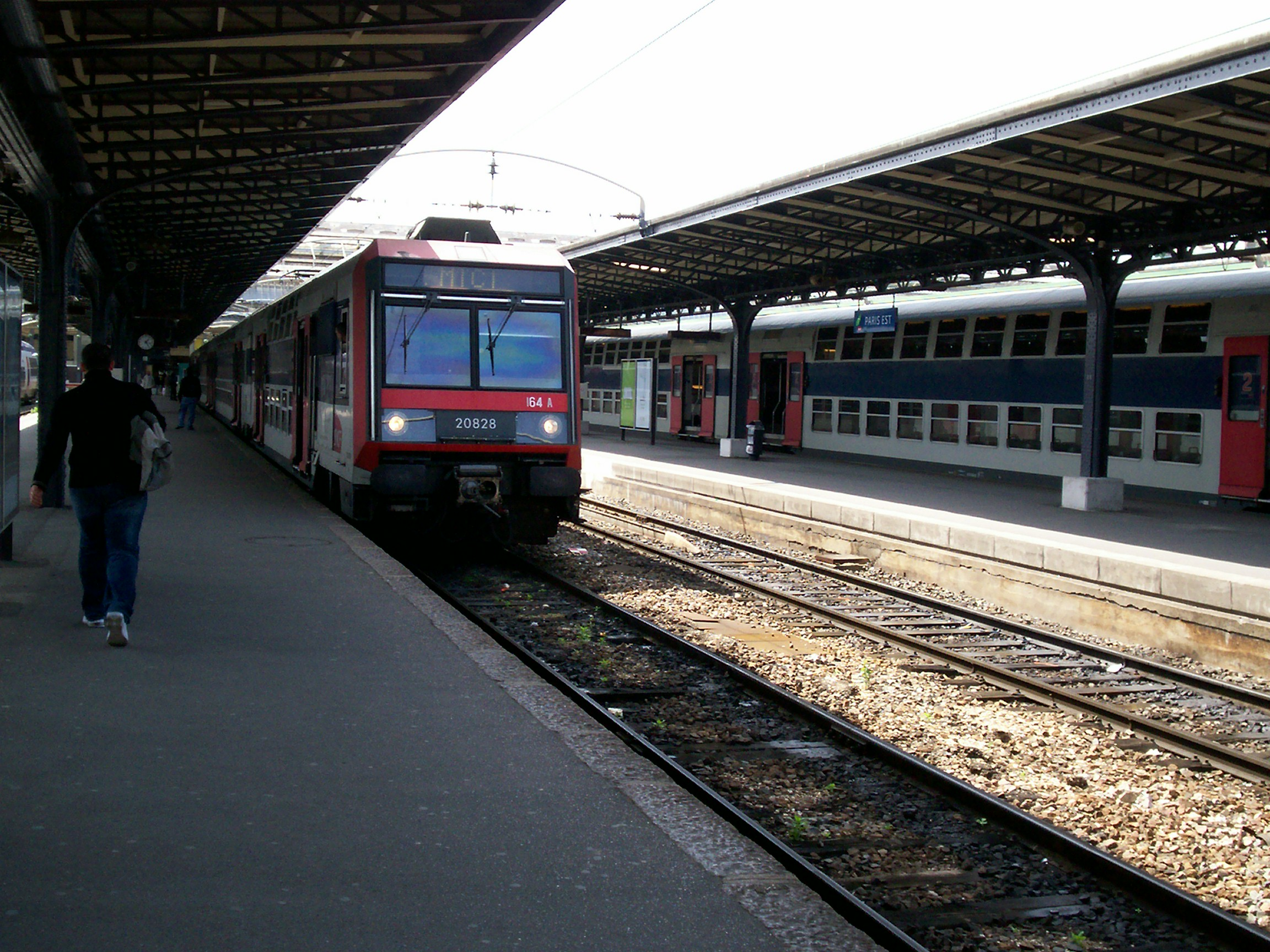
Een treinstel type Z 20500 rijdt de missie MICI naar Meaux en wacht op vertrek op Paris Est.

#### 3e letter: Precieze informatie over de bestemming van de trein

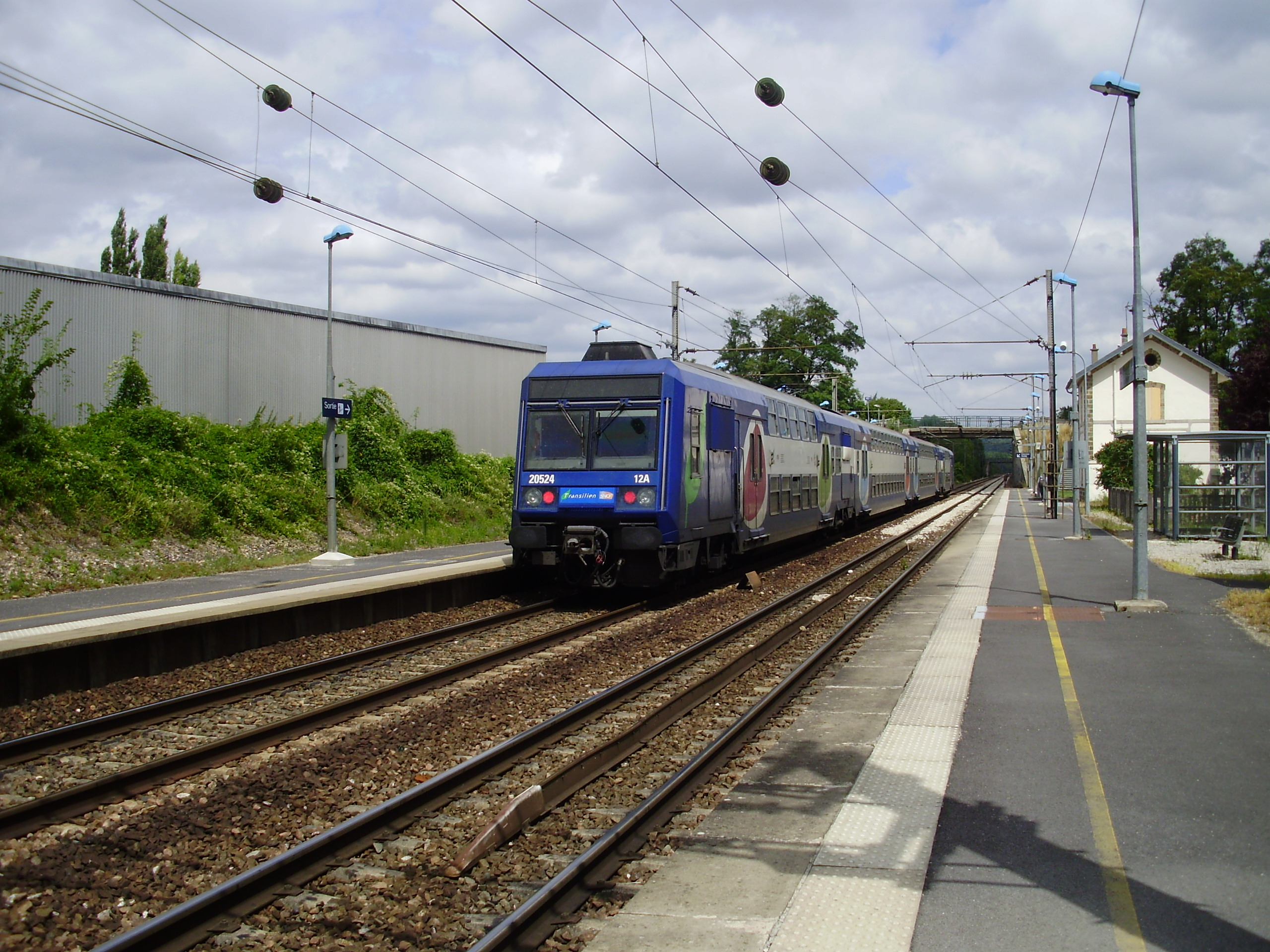
Een treinstel Z 20500 verlaat het station van Chézy-sur-Marne.

#### Gebruikte missienamen

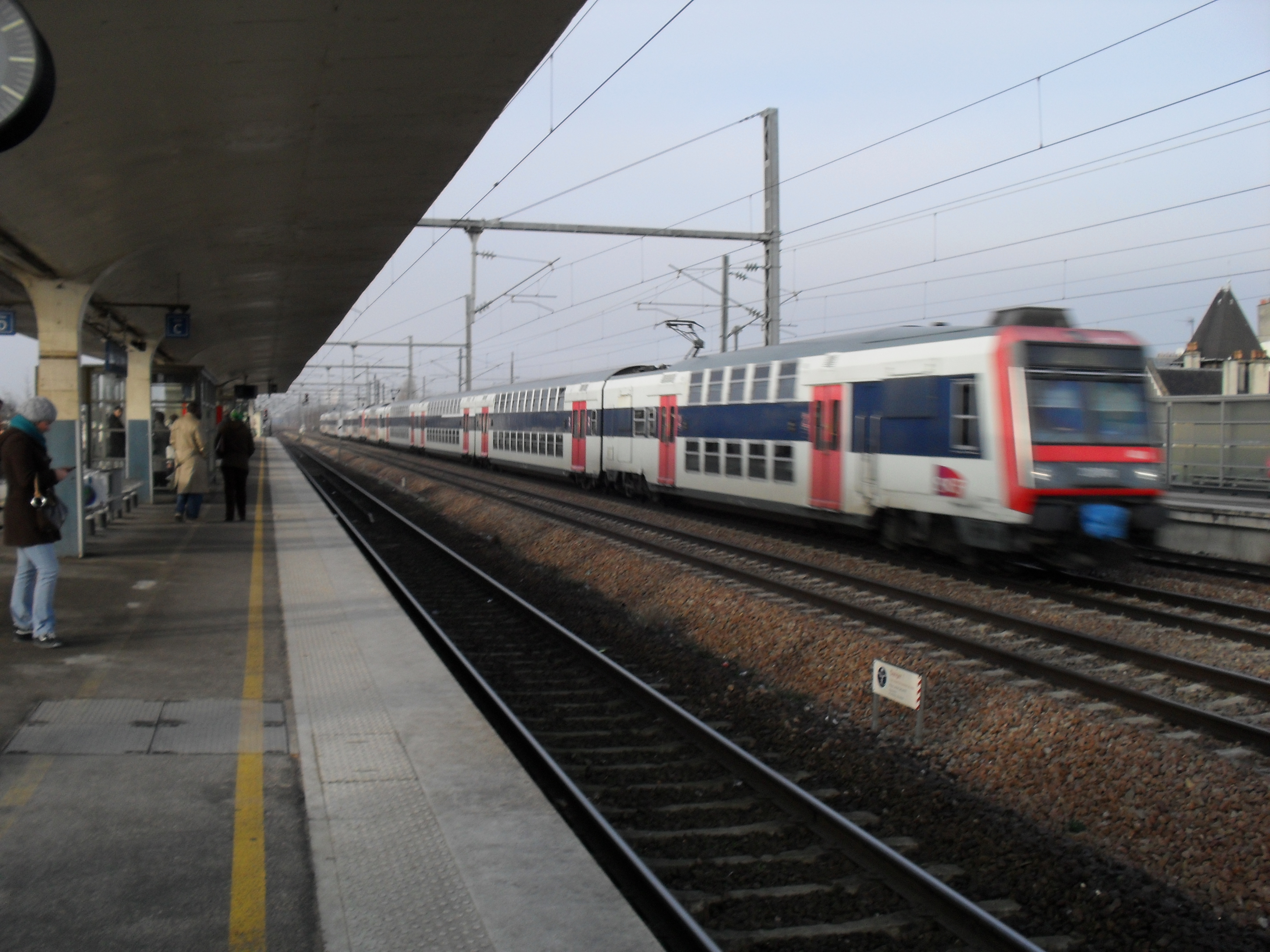
In Chelles

### Exploitatieoverzicht

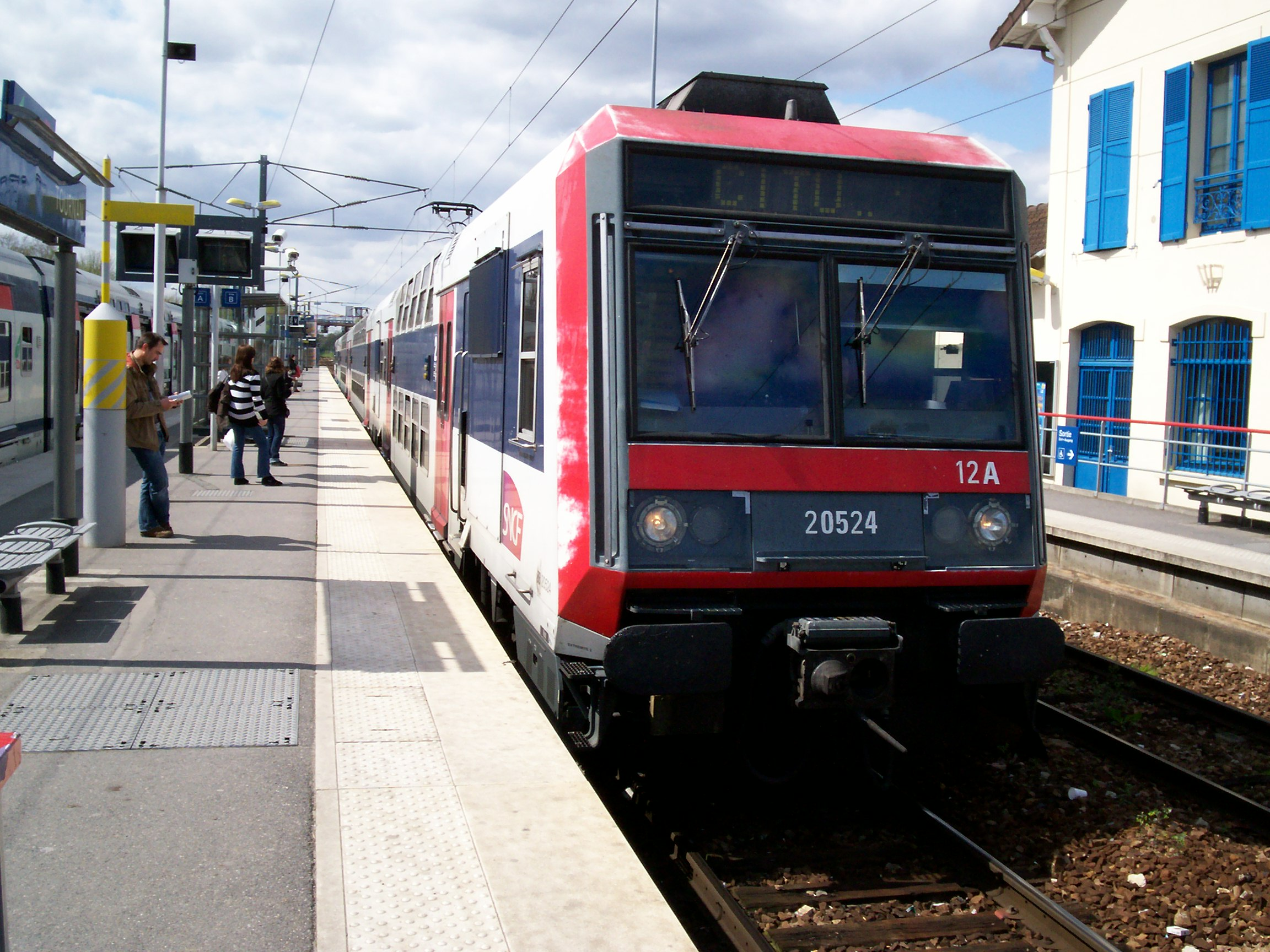
Een treinstel Z 20500 rijdt de missie "CITU" naar Coulommiers.

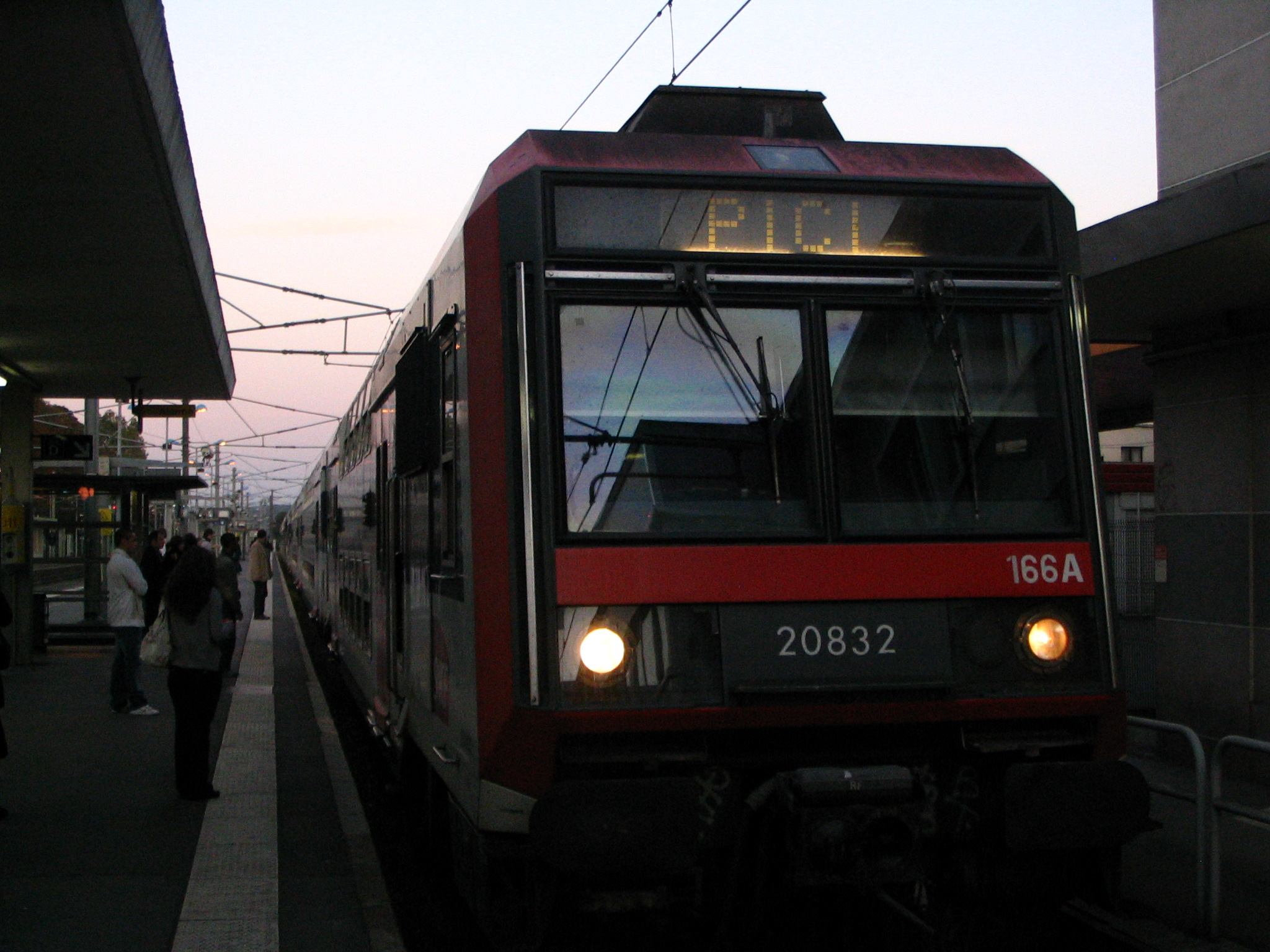
Een treinstel Z 20500 rijdt de missie "PICI" naar Paris-Est.

## Materieel

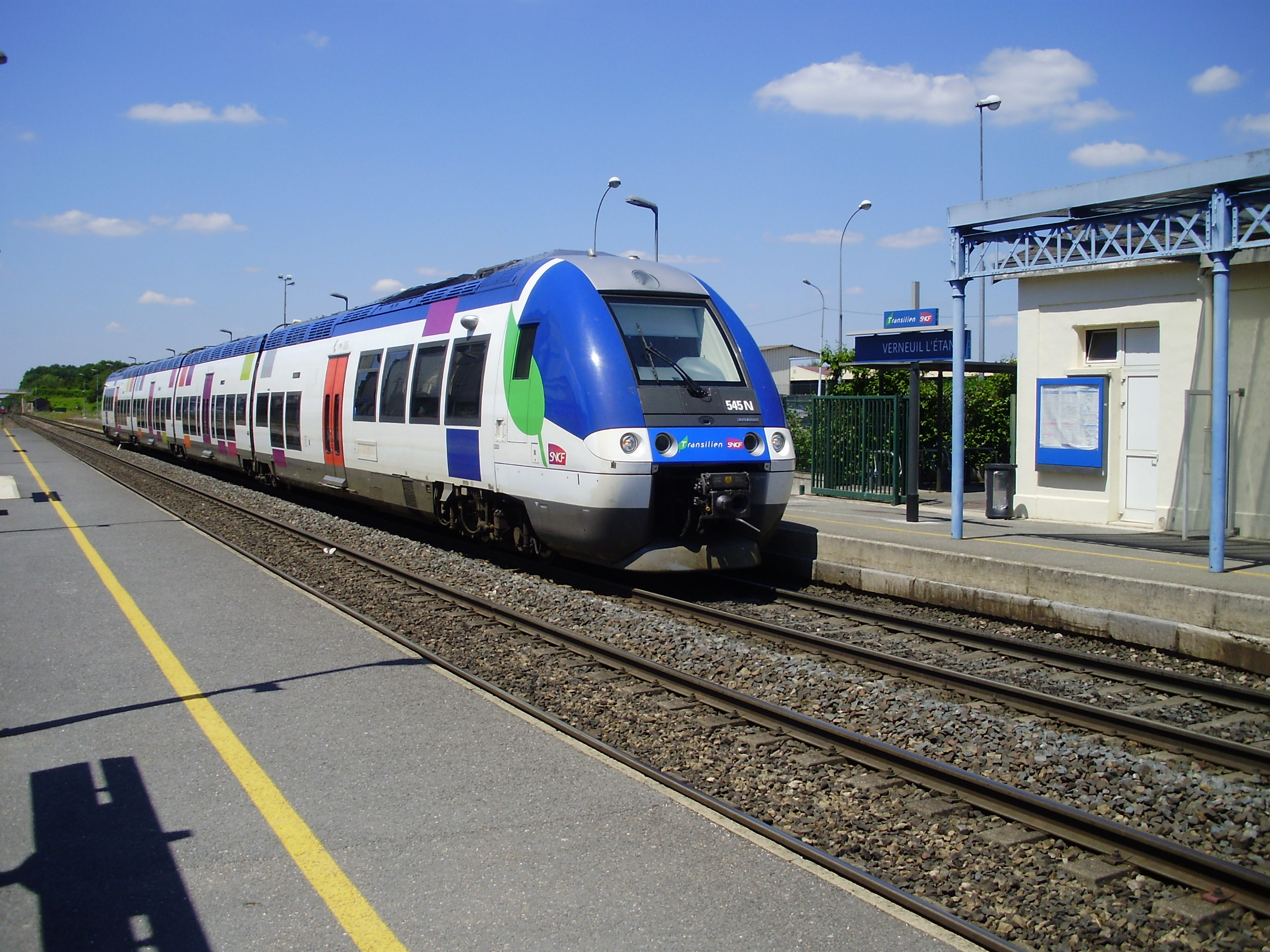
In Verneuil-l'Étang

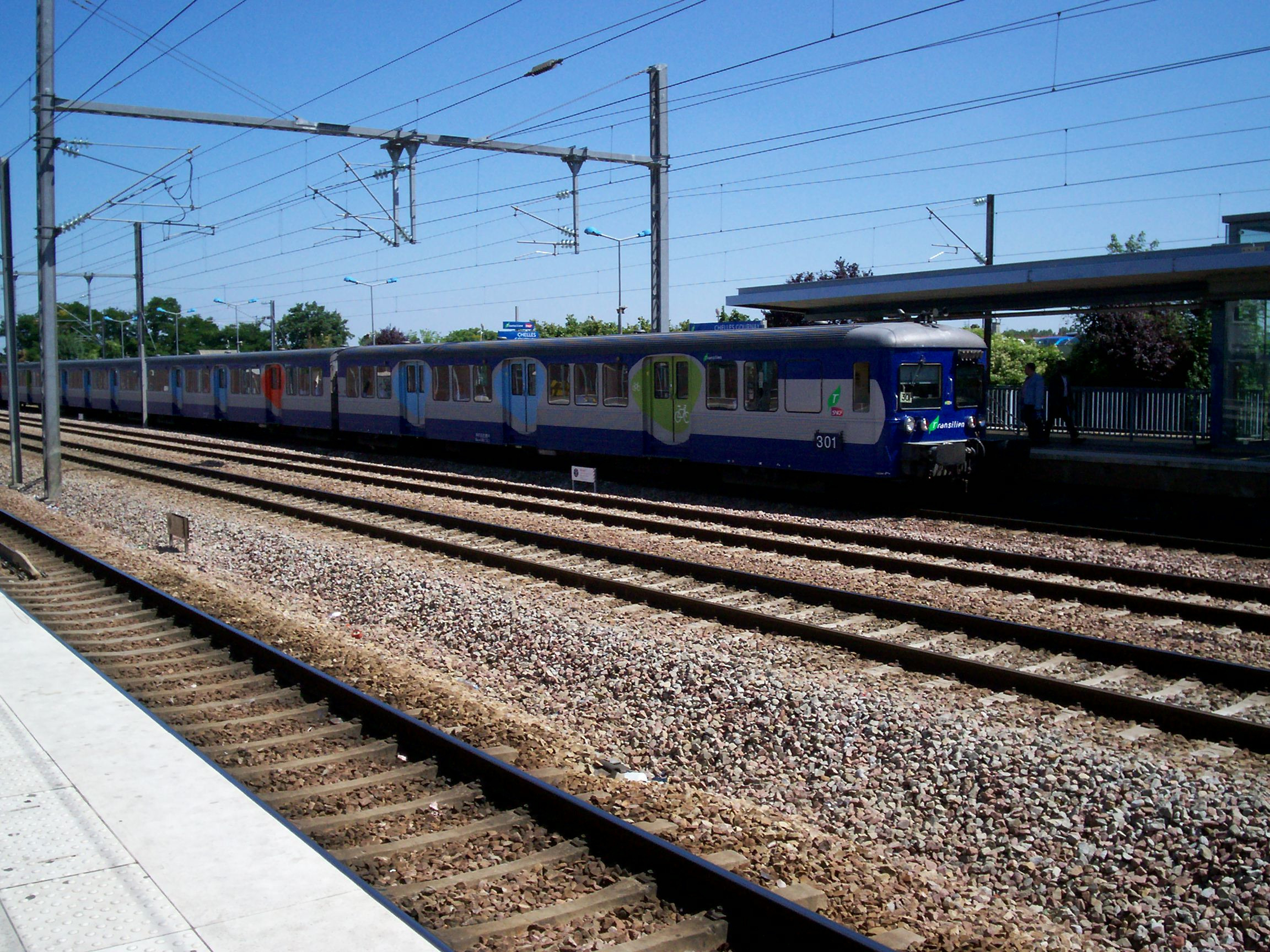
Een treinstam type RIB rijdt de missie PICI en stopt op station Chelles-Gournay.

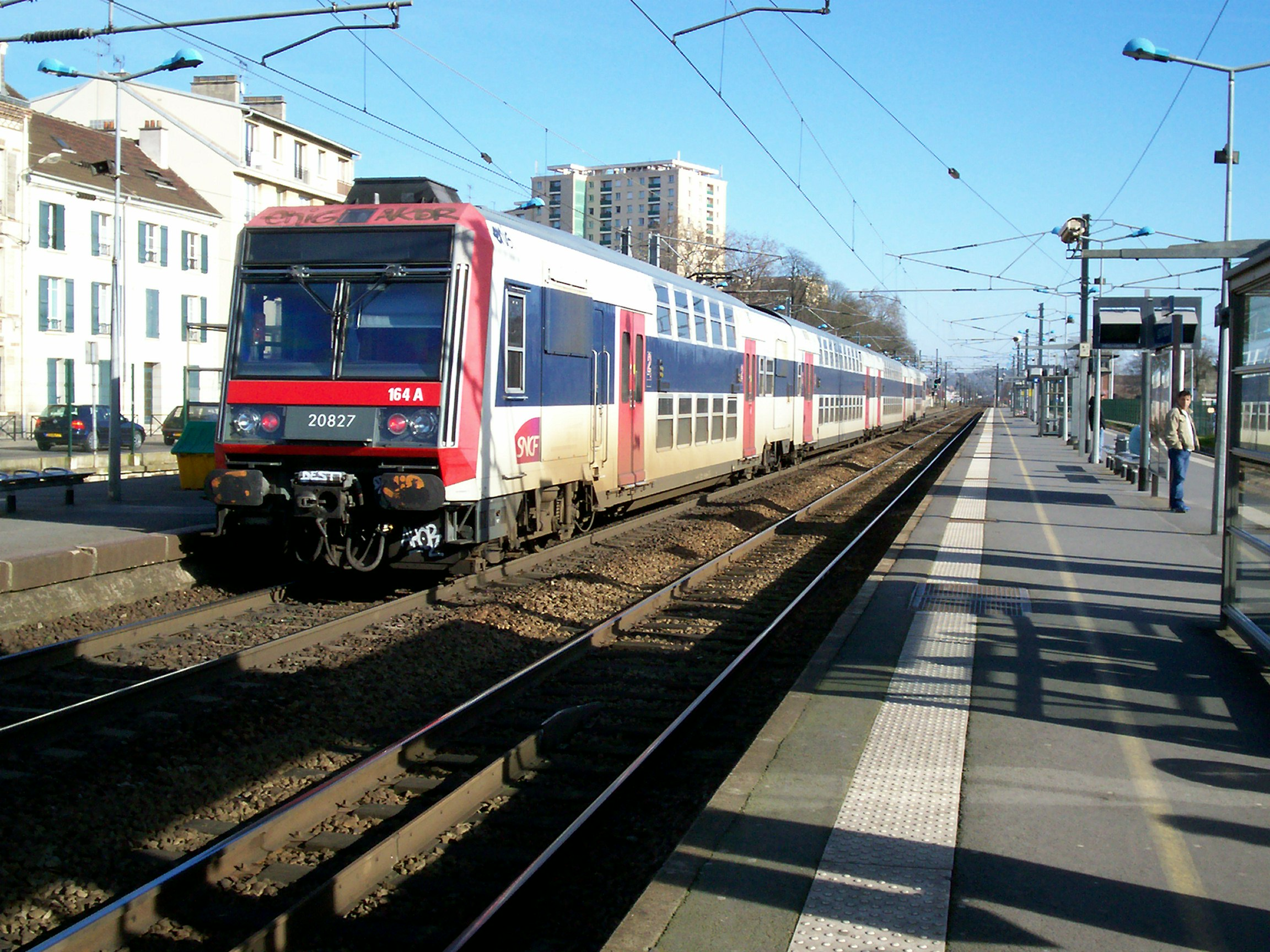
Een treinstel Z 20500 in Lagny-Thorigny.

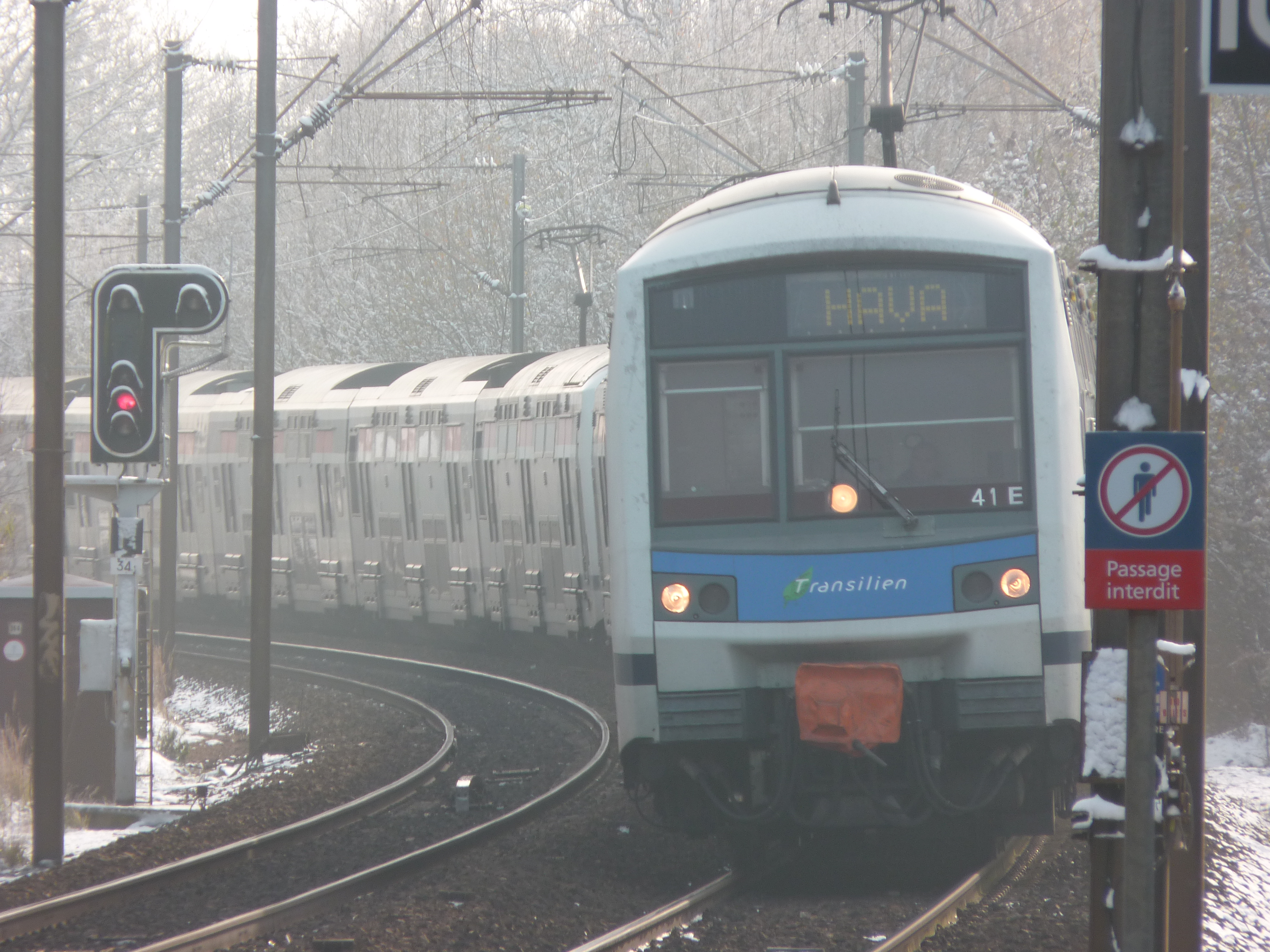
Een treinstel Z 22500 op de RER E.